# Assorbimento (ottica)
In fisica, l'assorbimento è la capacità di un materiale di assorbire l'energia associata alla radiazione elettromagnetica che si propaga all'interno di esso. Si tratta dell'energia dei fotoni che viene ceduta agli elettroni, atomi e molecole del materiale. L'energia del campo elettromagnetico si trasforma in questo modo in energia interna del materiale, come ad esempio la sua energia termica. Solitamente l'intensità dell'onda elettromagnetica non influisce sull'assorbimento (in caso contrario si parla di assorbimento non lineare), e la sua riduzione è anche detta attenuazione.

## Descrizione
L'assorbimento dipende sia dalla natura del materiale, sia dalla frequenza della radiazione. Pertanto, l'assorbimento di un materiale è spesso utilizzato per conoscere la natura del materiale stesso: il suo spettro di assorbimento indica le frequenze che vengono assorbite e consente, in linea di massima, l'identificazione degli atomi e delle molecole che lo compongono. Un caso importante nell'assorbimento di radiazione è il corpo nero, in cui la radiazione incidente è completamente assorbita (e non vi è riflessione).
Esistono diverse grandezze utilizzate per quantificare l'assorbimento della radiazione:
- Il coefficiente di assorbimento e altre grandezze strettamente legate ad esso, come la assorbività molare, il coefficiente di attenuazione di massa, l'estinzione (in astronomia) e la sezione d'urto di assorbimento.
- L'effetto pelle e la profondità di penetrazione della radiazione nel materiale.
- La costante di propagazione ed il numero d'onda complesso.
- L'indice di rifrazione.
- La permittività elettrica.
- La resistività elettrica e la conduttività elettrica.
- L'assorbanza.

## Descrizione microscopica
Secondo la meccanica quantistica, l'energia delle particelle costituenti la materia è quantizzata, cioè può assumere solo certi valori discreti. La variazione dell'energia di elettroni, atomi e molecole produce fenomeni caratteristici per ogni sostanza, poiché ad ogni sistema molecolare è associata una distribuzione caratteristica dei livelli energetici. L'assorbimento di una determinata radiazione è quindi specifico per ogni sostanza e dà luogo ad un caratteristico spettro di assorbimento.
In condizioni normali una particella si trova nello stato di minima energia. Quando una radiazione colpisce una particella, se l'energia dei fotoni è uguale alla differenza fra l'energia dello stato eccitato della particella e quella di uno stato fondamentale, la radiazione viene assorbita e la particella passa dallo stato fondamentale a quello eccitato. Se si considera per semplicità un elettrone, e si suppone che possa trovarsi in diversi livelli energetici possibili, per passare da un livello {\displaystyle E_{1}} ad uno ad energia superiore {\displaystyle E_{2}} esso ha bisogno di assorbire una quantità di energia esattamente pari a:
{\displaystyle E_{a}=E_{2}-E_{1}}
Dal momento che l'energia associata alla radiazione elettromagnetica è definita dalla relazione di Planck:
{\displaystyle E=h\nu }
dove {\displaystyle \nu } è la frequenza della radiazione elettromagnetica, se la lunghezza d'onda della radiazione è tale che {\displaystyle E=E_{a}} allora la radiazione viene assorbita e l'elettrone passa allo stato eccitato. 
La quantità di luce che viene assorbita è funzione di numerose variabili. Per le sostanze assorbenti in soluzione a bassa concentrazione è stata ricavata la cosiddetta legge di Lambert-Beer, che mette in relazione l'assorbanza {\displaystyle A} con la concentrazione della sostanza assorbente:
{\displaystyle A=\epsilon bc}
dove {\displaystyle b} è il cammino ottico, cioè la lunghezza del percorso eseguito dalla luce nella soluzione contenente la sostanza assorbente, {\displaystyle c} la concentrazione di tale sostanza, ed {\displaystyle \epsilon } un parametro caratteristico della sostanza per la lunghezza d'onda esaminata.
Dal punto di vista fenomenologico le capacità della materia di assorbire o emettere radiazione vengono descritte attraverso coefficienti di assorbimento o di emissione. Sia l'assorbimento che l'emissione dipendono oltre che dalla natura anche dalla quantità della materia attraversata, cioè dalla quantità di materia per unità di superficie.